# MTV 2
För fartyget, se Hurja (torpedbåt, 1917).
MTV 2 startades den 1 augusti 1996, och är en amerikansk TV-kanal som främst visar musikvideor inom genren alternativ rock och hiphop. I MTV 2 är det musiken som är i fokus, till skillnad från  det ursprungliga MTV, som numera även sänder reality-serier och gameshows under eftermiddagarna och kvällarna. I Sverige sänds den brittiska versionen av MTV 2 som den 1 mars 2010 bytte namn till MTV Rocks. Namnändringen påverkar inte den amerikanska originalkanalen.
1. ↑  MTV, Listening To Real World, Creates a Spinoff (på engelska), The New York Times, 8 juli 1996, läs online.[källa från Wikidata]